# Atalan
Atalan is een dorp in het district Düziçi in de provincie  Osmaniye in Turkije. Het dorp ligt in het oostelijk deel van de vlakte van Çukuroca, tien kilometer ten westen van de stad Düziçi. Volgens de census van 2011 heeft Atalan 2029 inwoners. De belangrijkste inkomsten van het dorp bestaan uit de veehouderij en het telen van pistache.